# Ungkaya Pukan
Ungkaya Pukan ist eine philippinische Stadtgemeinde in der Provinz Basilan. Sie wurde durch den Muslim Mindanao Act Nr. 193, der am 22. Mai 2006 in einer Volksabstimmung ratifiziert wurde, gegründet. Die Stadtgemeinde besteht aus zwölf Baranggays, die zuvor zu Tipo-Tipo gehörten.

## Baranggays
Ungkaya Pukan ist politisch unterteilt in zwölf Baranggays.
- Amaloy
- Bohe-Pahuh
- Bohe-Suyak
- Cabangalan
- Danit
- Kamamburingan
- Matata
- Materling
- Pipil
- Sungkayut
- Tongbato
- Ulitan